# Побєдимська сільська рада
Побєди́мська сільська рада (рос. Победимский сельский совет) — сільське поселення у складі Топчихинського району Алтайського краю Росії.
Адміністративний центр — селище Побєдим.

## Населення
Населення — 1468 осіб (2019; 1648 в 2010, 1935 у 2002).

## Склад
До складу сільської ради входять:
| Населений пункт | Населення, осіб (2002) | Населення, осіб (2010) |
| --------------- | ---------------------- | ---------------------- |
| Дружба, селище  | 488                    | 397                    |
| Зелений, селище | 363                    | 314                    |
| Колпаково, село | 242                    | 199                    |
| Побєдим, селище | 824                    | 735                    |
| Степний, селище | 18                     | 3                      |